# Conus barbara
Espèce
Conus barbara est une espèce de mollusques gastéropodes marins de la famille des Conidae.
Comme toutes les espèces du genre Conus, ces escargots sont prédateurs et venimeux. Ils sont capables de « piquer » les humains et doivent donc être manipulés avec précaution, voire pas du tout.

## Description
La taille de la coquille varie entre 20 mm et 40 mm.

## Distribution
Cette espèce marine est présente au large de l'Australie-Occidentale.

## Taxonomie

### Publication originale
L'espèce Conus barbara a été décrite pour la première fois en 1898 par le malacologiste australien John William Brazier (d) (1842-1930) dans la publication intitulée « Proceedings of the Linnean Society of New South Wales »,.

### Synonymes
- Conus (Pionoconus) barbara Brazier, 1898 · appellation alternative
- Pionoconus barbara (Brazier, 1898) · non accepté

## Identifiants taxonomiques
Chaque taxon catalogué par les bases de données biologiques et taxonomiques possède un identifiant qui permet d'établir un point de référence. Les identifiants de Conus barbara dans les principales bases sont les suivants :
CoL : XWYX - GBIF : 6510123 - IRMNG : 11873413 - 